# Prostor (filozofie)
Prostor jako obecné označení pro volnou rozprostraněnost je ve filosofii jedna z nejvýznamnějších kategorií. Každý viděný předmět se člověku jeví „v prostoru“, i když obraz vnímané scény je na sítnici dvourozměrný. Schopnost interpretovat dvojici obrazů binokulárního vidění jako prostor je nezbytným předpokladem zrakového vnímání, ale i sluchové vjemy se člověku jeví jako prostorové. Podle Kanta tedy pojem prostoru nemůže pocházet ze smyslového vnímání, nýbrž musí být dán už předem jako a priori, apriorní forma smyslového názoru, podobně jako čas.

## Přirozený prostor
Fakt, že jakmile člověk otevře oči, má před sebou nepřetržité a homogenní rozprostraněné volno, „v němž“ může vnímat jednotlivé předměty a v němž je možný také jeho pohyb, je tak samozřejmý, že si ho běžně vůbec nevšímáme. Latinské označení prostoru, spatium (od něhož se odvozuje např. anglické space a francouzské espace), původně znamenalo mezeru, volné místo. Také české slovo prostor (doslova „to, co se prostírá“) jako abstraktum vzniklo až v novověku ze sloves "stříti, prostírati (se)" a z konkrétního označení "prostora" (místo, místnost). Převážně jako volné místo pro předměty a jejich pohyb chápe prostor celá antická a středověká filosofie.
Na to, že obecná prostorovost je podmínkou vnímání, upozornil teprve Kant, a vnitřní strukturu takového prostoru vyšetřila fenomenologie. Vnímající člověk je přirozeně středem svého prostoru, který se pro něj „prostírá“ dopředu a dozadu, doprava a doleva, nahoru a dolů a předměty jsou v něm blízko nebo daleko. Protože mezi „vpředu“ (tj. přede mnou) a „vzadu“ je podstatný rozdíl, má přirozený prostor spíše šest dimenzí, spjatých s okamžitou polohou vlastního těla. Když se obrátím, změní se „vpředu“ na „vzadu“ a naopak, a co je pro mne „vlevo“, je pro člověka, s nímž hovořím, vpravo. Jen „vzhůru“ a „dolů“ se nemění a jsou také pro všechny lidi společné. Tomu odpovídají i běžné metaforické významy těchto označení. Protože dopředu se obvykle pohybuji, používám označení „před“ a „za“ také pro časovou následnost („mám před sebou zkoušku“, „už to mám za sebou“). Metaforické významy pravé a levé strany („pravý“, „levota“) jsou výsledkem kulturní preference pravé ruky jako „té správné“, což platí dodnes pro podání ruky.

## Objektivní prostor vědy
Skutečnost, že „dimenze“ přirozeného prostoru jsou nutně spjaty s polohou těla každého mluvčího a stojí-li dva lidé proti sobě, budou je označovat právě opačně, působí potíže v komunikaci. V přímém rozhovoru jsme se je naučili převádět na vlastní „souřadnice“, ale už v telefonu nebo v dopise se pro označení polohy předmětů nedají použít. Proto si složitější kultury vytvářejí jiná, společná či objektivní označení směrů: vůči poloze Slunce (jako včely), nebo jako kartografové vůči Zemi a vesmíru jakožto světové strany.
Nejstarší známý příklad je orientace (z latinského oriens, východ Slunce) egyptských pyramid, kterou zachovávají i křesťanské a muslimské chrámy. Abstraktní prostor o třech dimenzích vytvořil René Descartes, pro něhož je rozlehlost hlavní charakteristikou všech hmotných věcí, a Isaac Newton mu dodal absolutní platnost: absolutní prostor je pro něho prázdnou sítí souřadnic, lešením všeho ve vesmíru, jak jej vnímá sám Bůh. Z této postupné objektivace prázdného prostoru vznikl i pojem prostoru v různých vědách a i když obecná teorie relativity jeho fyzikální platnost zpochybnila, zůstává základem prostorové orientace ve vědě, v technice i v administrativě. Podobným procesem prošel i pojem času, který se dnes obvykle chápe jako „čtvrtá souřadnice“ nejen ve fyzice, ale i při absolutní lokalizaci událostí (např. při policejním vyšetřování: kde a kdy). V běžném životě ovšem stále soupeří s přirozeným a konkrétním označováním „vlevo“, „vzadu“, „nahoře“ nebo „blízko“, které se odvozují od tělesné polohy mluvčího.

## Nesnáze s absolutním prostorem
První nesnáz, totiž stanovení počátku, řešil Newton odkazem na Stvořitele a jeho vnímání světa: prostor je pro něho sensorium Dei, orgán Božího vnímání. S tím se jeho následovníci nechtěli spokojit a hledali záchytné body, o něž by se souřadné systémy mohly opírat. Ve vědách o Zemi se zeměpisná šířka počítá od rovníku, počátek zeměpisné délky se musel stanovit konvencí, kde nakonec zvítězila observatoř Greenwich u Londýna. Také v astronomii se používají polární souřadnice, opřené o ekliptiku a jarní bod – čili opět odvozené od polohy naší Země, a tedy pozorovatele.
Newtonův koncept se výborně hodí pro konstrukci matematických prostorů, kde počátkem může být nula a dimenzí konec konců libovolný počet. Jakmile se však tyto modely přikládají k reálnému světu, musí se počátek i jednotlivé dimenze stanovovat případ od případu. Relativistická fyzika zpochybnila jak pravoúhlost (ortogonalitu) vesmírného prostoru, tak hlavně jeho nezávislost na hmotném „obsahu“. Einsteinův prostor tak není prázdným lešením, jež nezávisí na hmotných tělesech, nýbrž jejich přítomností se různě deformuje. Nicméně kvantová mechanika zavádí pro jednoduchost a přehlednost opět jisté „absolutní“ a ortogonální souřadnice, jež dovolují popisovat průběh světočar.